# Жовтяк Євген Дмитрович
Євге́н Дми́трович Жовтя́к (нар. 19 березня 1961, Рудники, Коломийський район, Івано-Франківська область) — український політик. Заступник голови Республіканської платформи.

## Життєпис
Народився 19 березня 1961 року в с. Рудники, Коломийського району Івано-Франківської області, дружина Аліна Василівна (1981); дочка Лідія (1993).

###### Освіта
Закінчив факультет літальних апаратів Харківського авіаційного інституту (1978—1984) за професією «інженер-механік з виробництва літальних апаратів». Також навчався в Інституті державного управління і самоврядування (1992—1993), магістр державного управління. 
Київський національний університет ім. Тараса Шевченка, економічний факультет, Національна юридична академія України ім. Ярослава Мудрого (1999).

### Кар'єра
- З 1984 року — інженер-конструктор, з 1986 року — майстер з підготовки виробництва, Жулянський машинобудівний завод, м. Вишневе Київської області.
- З 1990 року — інженер-економіст, кооператив «Теплотехніка».
- 1990—1992 роки — начальник планово-економічного відділу, Київський експериментальний виробничо-рекламний комбінат.
- 1992—1993 роки — завідуючий сектору підприємництва та приватизації, Києво-Святошинська районна державна адміністрація.
- 1993—1994 роки — головний спеціаліст відділу з питань власності та підприємництва, Кабінет Міністрів України.
- 4 лютого 2005 — 24 травня 2006 роки — голова Київської обласної державної адміністрації[1][2].

## Політична діяльність
Квітень 1994 — квітень 1998 роки — Народний депетутат України 2 скликання (Києво-Святошинський виборчий округ № 219). Голова підкомітету з питань податкової політики Комітету з питань фінансів і банковської діяльності. Член фракції Народного Руху України.
Березень 1998 — квітень 2002 роки — Народний депутат України 3 скликання (виборчий округ № 94 Київської області). На час виборів: народний депутат, член Народного Руху України. Член фракції Народний Рух України (з травня 1998, а з квітня 2000 — фракції Українського Народного Руху), заступник голови Комітету з питань бюджету (з липня 1998).
Квітень 2002 — липень 2005 роки — Народний депутат України 4 скликання (виборчий округ № 95 Київської області), висунутий від «Нашої України». За проголосувало 29.36 %, на виборах мав 18 суперників. На час виборів: Народний депутат України, член РУХу (Український Народний Рух). Член фракції «Наша Україна» (з травня 2002), член Комітету з питань бюджету (з червня 2002). Склав депутатські повноваження 7 липня 2005.

## Громадська діяльність
Член Народного Руху України (1989—1999). 
Голова Київської обласної організації РУХу (Українського Народного Руху), член Центрального проводу РУХу (Українського Народного Руху) (грудень 1999 — січень 2003).
Президент Центру підтримки бюджетних реформ; з січня 2007 року голова Київської міської організації Української Народної Партії, з січня 2003 року член центрального проводу Української Народної Партії; з квітня 2006 року депутат Київської обласної ради.
З 2015 року  — член Республіканської платформи, заступник голови партії.
Був членом спеціальної ради громадської ініціативи «Форум національного порятунку» (з лютого 2001).

## Нагороди
Орден «За заслуги» ІІІ ст. (червень 1997).